# Habakuk (boek)
Het boek Habakuk (Hebreeuws: חבקוק) is onderdeel van het Oude Testament en de Tenach. Het is het achtste boek van de kleine profeten.

## Auteurschap en datering
Volgens het opschrift (1:1) bevat het boek Habakuk teksten van de profeet Habakuk. Het bevat profetieën, visioenen en een lied. De betekenis van Habakuks naam is niet met zekerheid te zeggen. De naam is waarschijnlijk niet van Hebreeuwse oorsprong. Verschillende auteurs vermoeden dat de naam uit het Assyrisch komt ("habaquqa") en de naam van een slingerplant was.  Er is verder niets over Habakuk bekend. Hij komt ook voor in het geschrift Bel en de draak, een apocriefe of deuterocanonieke toevoeging op het boek Daniël.
Het boek is waarschijnlijk afkomstig uit het laatste kwart van de 7e eeuw v.Chr. De meeste auteurs noemen de opkomst van de Babyloniërs (door Habakuk Chaldeeën genoemd) in 626 v.Chr. als vroegst mogelijke datum en plaatsen het einde van de profetieën voor de verovering van Jeruzalem door de Babylonische koning Nebukadnezar II in 587 v.Chr.

## Structuur en inhoud
Het boek bestaat uit drie hoofdstukken en bevat verschillende tekstsoorten. De stijl is over het algemeen beeldend. Opvallend is dat het geen directe verwijzing naar Juda, Israël, Zion of naar andere Judese plaatsnamen bevat. Habakuk spreekt in de tekst niet tot menselijke toehoorders of lezers maar tot God, met wie hij een soort dialoog voert. Het boek draait om de vraag wanneer God zijn beloften vervult, een einde maakt aan alle ongerechtigheid en zijn koninkrijk sticht.
Het boek kan als volgt ingedeeld worden:
1. Habakuks eerste klacht (1:2-4)
2. Gods antwoord (1:5-11)
3. Habakuks tweede klacht (1:12-17)
4. Gods antwoord op Habakuks tweede klacht (2:1-4)
5. Een serie "Wee"-orakels (2:5-20)
6. Een gebed in de vorm van een lied (3:1-16)
7. Een supplement op dit gebed: Habakuks bezingt zijn geloof (3:17-19)

## In hetNieuwe Testament
De uitdrukking in 2:4, "De rechtvaardige zal door het geloof leven" wordt door de apostel Paulus in Romeinen 1:17 en Galaten 3:11 aangehaald.
De uitdrukking in 1:5, "Ziet onder de heidenen, en aanschouwt, en verwondert u, verwondert u, want Ik werk een werk in ulieder dagen, hetwelk gij niet geloven zult, als het verteld zal worden" wordt door de  apostel Paulus in zijn preek in Antiochië aangehaald: "Ziet, gij verachters, en verwondert u, en verdwijnt; want Ik werk een werk in uw dagen, een werk, hetwelk gij niet zult geloven, zo het u iemand verhaalt" (Handelingen 13: 41).